# دختران پارس
دختران پارس نام یکی از مطبوعات استان فارس در دوران پهلوی اول است.
این روزنامه از سال ۱۳۰۷ خورشیدی به وسیله زنددخت شیرازی، در شیراز به چاپ رسیده است.